# Куигли в Австралии
«Куи́гли в Австра́лии» (англ. Quigley Down Under) — кинофильм режиссёра Саймона Уинсера.

## Сюжет
Том Селлек играет Мэтью Куигли — ковбоя и стрелка из Америки с острым глазом и модифицированной винтовкой Sharps, которая может стрелять на огромные расстояния. Куигли откликается на объявление о поиске стрелков для работы в Австралии. Но работой оказывается истребление австралийских аборигенов, и Куигли отказывается это делать.
Тогда Эллиот Марстон (тот, что предлагал работу) оставляет Куигли вместе с девушкой Корой в австралийской глуши без воды и малейшего шанса на выживание. Благодаря помощи аборигенов Куигли и Кора выживают и встают на защиту коренных жителей от людей Марстона.

## В ролях
- Том Селлек — Мэтью Куигли
- Лора Сан Джакомо — Кора
- Алан Рикман — Эллиот Марстон
- Крис Хейвуд — майор Эшли-Питт
- Тони Боннер — Добкин
- Рон Хэддрик — Гриммелман
- Джером Элерс — Куган
- Роджер Уорд — Брофи
- Стив Додд — Кункурра